# Ella Seidel
Ella Seidel (Amburgo, 14 febbraio 2005) è una tennista tedesca.

## Biografia
Seidel è nata ad Amburgo, in Germania ed ha frequentato la Sportgymnasium Alter Teichweg, dove è riuscita ad anticiparsi con due anni in anticipo all'età di 17 anni, permettendole di concentrarsi esclusivamente alla sua carriera tennistica. Ha passato diverso tempo ad allenarsi a Kühlungsborn, una città resort nel mar Baltico dove i suoi genitori hanno posseduto una casa in vacanza.

## Carriera
Ella Seidel ha vinto 5 titoli in singolare e 1 titolo in doppio nel circuito ITF in carriera. In singolare ha raggiunto la 109ª posizione mondiale il 9 giugno 2025, mentre in doppio la 190ª posizione mondiale il 23 settembre 2024.

### 2022-2023: Debutto nel WTA Tour
Ella ha fatto il suo debutto nel circuito maggiore all'Hamburg European Open 2022 grazie ad una wildcard nel doppio insieme alla connazionale Nastasja Schunk. Nel primo turno, hanno sconfitto la francese Elixane Lechemia e la statunitense Sabrina Santamaria lasciando appena un game, ma vengono poi eliminate nei quarti di finale dalle teste di serie numero 3 Miyu Katō e Aldila Sutjiadi in due set.
L'anno successivo compie il suo debutto nel singolare sempre grazie ad una wildcard, venendo sconfitta all'esordio dall'altra tennista tedesca Jule Niemeier in tre set.

### 2024: Debutto Slam e primi quarti di finale WTA
Classificata al numero 172 del ranking, Seidel si qualifica per il suo primo Slam in carriera agli Australian Open, dove viene sconfitta dalla numero 2 del mondo ed eventuale campionessa Aryna Sabalenka all'esordio.
Dopo essere stata ripescata come lucky loser all'Budapest Grand Prix, sconfigge al primo turno la settima testa di serie Moyuka Uchijima per ritiro e Anna Bondár, raggiungendo il suo primo quarto di finale WTA della carriera, dove cede il passo alla numero 1 del tabellone e futura campionessa del torneo Diana Šnajder. La settimana successiva al Prague Open, Seidel raggiunge il secondo quarto di finale consecutivo battendo la numero 7 del seeding Nadia Podoroska (la quarta vittoria su una Top 100 in stagione) e la lucky loser Ena Shibahara, per poi perdere dalla giocatrice di casa Linda Nosková raccogliendo appena quattro giochi.
Viene nuovamente ripescata come lucky loser nel WTA 500 al Ningbo Open, dove nel prim turno batte l'altra lucky loser Kathinka von Deichmann, ottenendo la sua prima vittoria in un WTA 500, mentre nel secondo turno viene sconfitta da Julija Putinceva in due set. Anche al Guangzhou Open entra in tabellone come lucky loser e viene sconfitta dalla qualificata Mananchaya Sawangkaew, la stessa giocatrice ad averla eliminata nell'ultimo turno delle qualificazioni, perdendo stavolta in tre set. Al Jiangxi Open è subito sconfitta all'esordio dalla debuttante Elena Pridankina in due set, dopo aver mancato ben tre set point nel secondo parziale.

### 2025: Primo ottavo di finale in un WTA 1000
Seidel raggiunge il terzo quarto di finale della carriera al Transylvania Open, in seguito alle vittorie sulla testa di serie numero 8 Jaqueline Cristian e Anna Blinkova,, la quinta e la sesta in carriera su una Top 100, prima che la sua corsa si arresta contro la prima testa di serie ed eventuale campionessa Anastasija Potapova.
Viene ripescata nel tabellone principale del Porsche Tennis Grand Prix come lucky loser e ottiene la sua seconda vittoria in un WTA 500 superando la connazionale Tatjana Maria al primo turno in rimonta 3–6, 7–6(2), 6–4, dopo che Maria ha servito per il match sul 5-6 del secondo set. Nel secondo turno viene sconfitta facilmente dalla numero 4 del seeding Coco Gauff con un doppio 1-6. Il 9 giugno 2025, raggiunge la 109ª posizione della classifica mondiale, suo nuovo best ranking.
Dopo essersi qualificata per la prima volta in carriera nel main-draw a Wimbledon, è costretta al ritiro nel match di primo turno contro la spagnola Jéssica Bouzas Maneiro dopo essere scivolata in un fosso non segnalato a fondocampo.
Supera le qualificazioni nel Cincinnati Open, e nel primo turno ottiene la sua prima vittoria in carriera in un WTA 1000 sconfiggendo la russa Polina Kudermetova in rimonta tre set. Nel secondo turno sconfigge la numero 8 del seeding Emma Navarro, nuovamente in tre parziali dopo essere stata sotto per 1-4 nel terzo set e aver vinto cinque giochi consecutivi, registrando la sua prima vittoria su una Top 20. Nel terzo turno riesce in un'altra impresa battendo la testa di serie numero 29 McCartney Kessler al tiebreak del terzo set, nel quale è riuscita a salvare anche due match point, ottenendo la sua terza vittoria su una Top 50 (la seconda nello stesso torneo) e il primo ottavo di finale in un WTA 1000 in carriera. In questa circostanza si trova di fronte un'altra qualificata, la francese Varvara Gracheva, partendo nel migliore dei modi portandosi a casa il primo parziale dominando per 6-2, però complice anche il forte caldo che la condiziona molto fisicamente, cede di schianto gli altri due set con un doppio 1-6, mettendo fine al miglior risultato raggiunto fino ad ora in carriera.

## Statistiche ITF

### Singolare

#### Vittorie (5)
| Torneo $100.000 (0) |
| Torneo $80.000 (0)  |
| Torneo $60.000 (2)  |
| Torneo $40.000 (0)  |
| Torneo $25.000 (3)  |
| Torneo $15.000 (0)  |

| N. | Data              | Torneo                           | Superficie  | Avversaria in finale | Punteggio   |
| 1. | 9 luglio 2023     | ITF Stoccarda, Stoccarda         | Terra rossa | Julia Middendorf     | 6-3, 6-1    |
| 2. | 27 agosto 2023    | BTHC Women's Open, Braunschweig  | Terra rossa | Julia Middendorf     | 7-6(4), 6-3 |
| 3. | 4 novembre 2023   | Slovak Open, Bratislava          | Cemento (i) | Sof'ja Lansere       | 6-4, 7-6(4) |
| 4. | 7 luglio 2024     | ITF Stoccarda, Stoccarda         | Terra rossa | Cristina Dinu        | 6-4, 6-3    |
| 5. | 22 settembre 2024 | Pirulo Cup Pazardzhik, Pazardžik | Terra rossa | Caroline Werner      | 6-1, 6-4    |

#### Sconfitte (2)
| Torneo $100.000 (0) |
| Torneo $80.000 (0)  |
| Torneo $60.000 (2)  |
| Torneo $40.000 (0)  |
| Torneo $25.000 (0)  |
| Torneo $15.000 (0)  |

| N. | Data            | Torneo                              | Superficie  | Avversaria in finale | Punteggio        |
| 1. | 13 maggio 2023  | Zagreb Ladies Open, Zagabria        | Terra rossa | Jaqueline Cristian   | 1-6, 6-3, 6(0)-7 |
| 2. | 22 ottobre 2023 | Hamburg Ladies & Gents Cup, Amburgo | Cemento (i) | Julija Avdeeva       | 4-6, 6(2)-7      |

### Doppio

#### Vittorie (1)
| Torneo $100.000 (0) |
| Torneo $80.000 (0)  |
| Torneo $60.000 (0)  |
| Torneo $40.000 (0)  |
| Torneo $25.000 (1)  |
| Torneo $15.000 (0)  |

| N. | Data           | Torneo               | Superficie  | Compagna         | Avversarie in finale   | Punteggio |
| 1. | 13 agosto 2022 | Leipzig Open, Lipsia | Terra rossa | Noma Noha Akugue | Tea Lukic Joëlle Steur | 6–0, 7–5  |

#### Sconfitte (1)
| Torneo $100.000 (0) |
| Torneo $80.000 (0)  |
| Torneo $60.000 (1)  |
| Torneo $40.000 (0)  |
| Torneo $25.000 (0)  |
| Torneo $15.000 (0)  |

| N. | Data           | Torneo                            | Superficie  | Compagna         | Avversarie in finale            | Punteggio        |
| 1. | 11 maggio 2024 | Advantage Cars Prague Open, Praga | Terra rossa | Noma Noha Akugue | Jaimee Fourlis Dominika Šalková | 7-5, 5-7, [4-10] |

## Grand Slam Junior

### Doppio

#### Sconfitte (1)
| Tornei del Grande Slam  |
| ----------------------- |
| Australian Open (0)     |
| Open di Francia (0)     |
| Torneo di Wimbledon (0) |
| US Open (1)             |

| N. | Data              | Torneo            | Superficie | Compagna      | Avversarie in finale           | Punteggio |
| 1. | 10 settembre 2022 | US Open, New York | Cemento    | Carolina Kuhl | Lucie Havlíčková Diana Šnaider | 3-6, 2-6  |